# Santa Sofia (Istanbul)

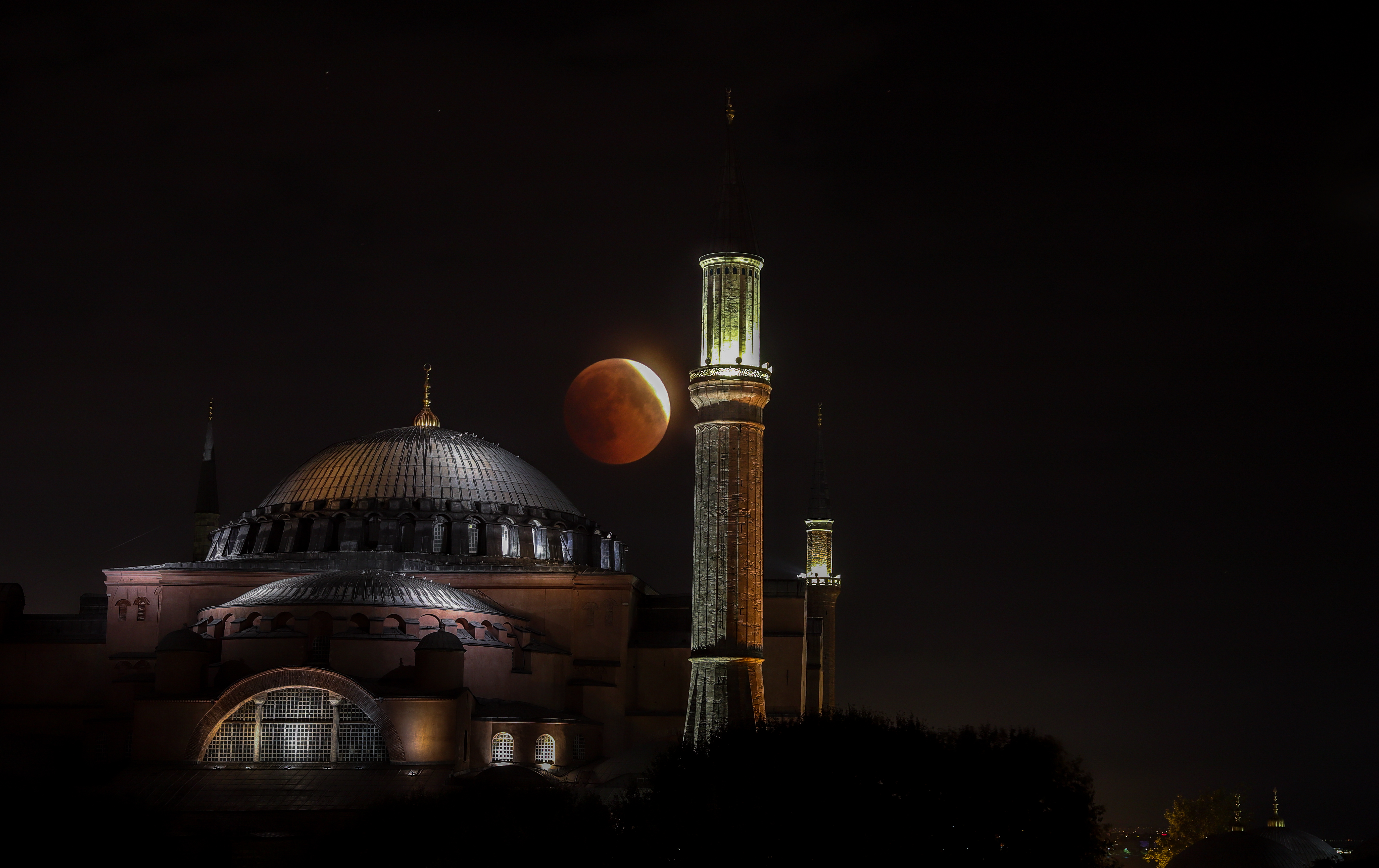
La spettacolare eclissi lunare di luglio 2018.

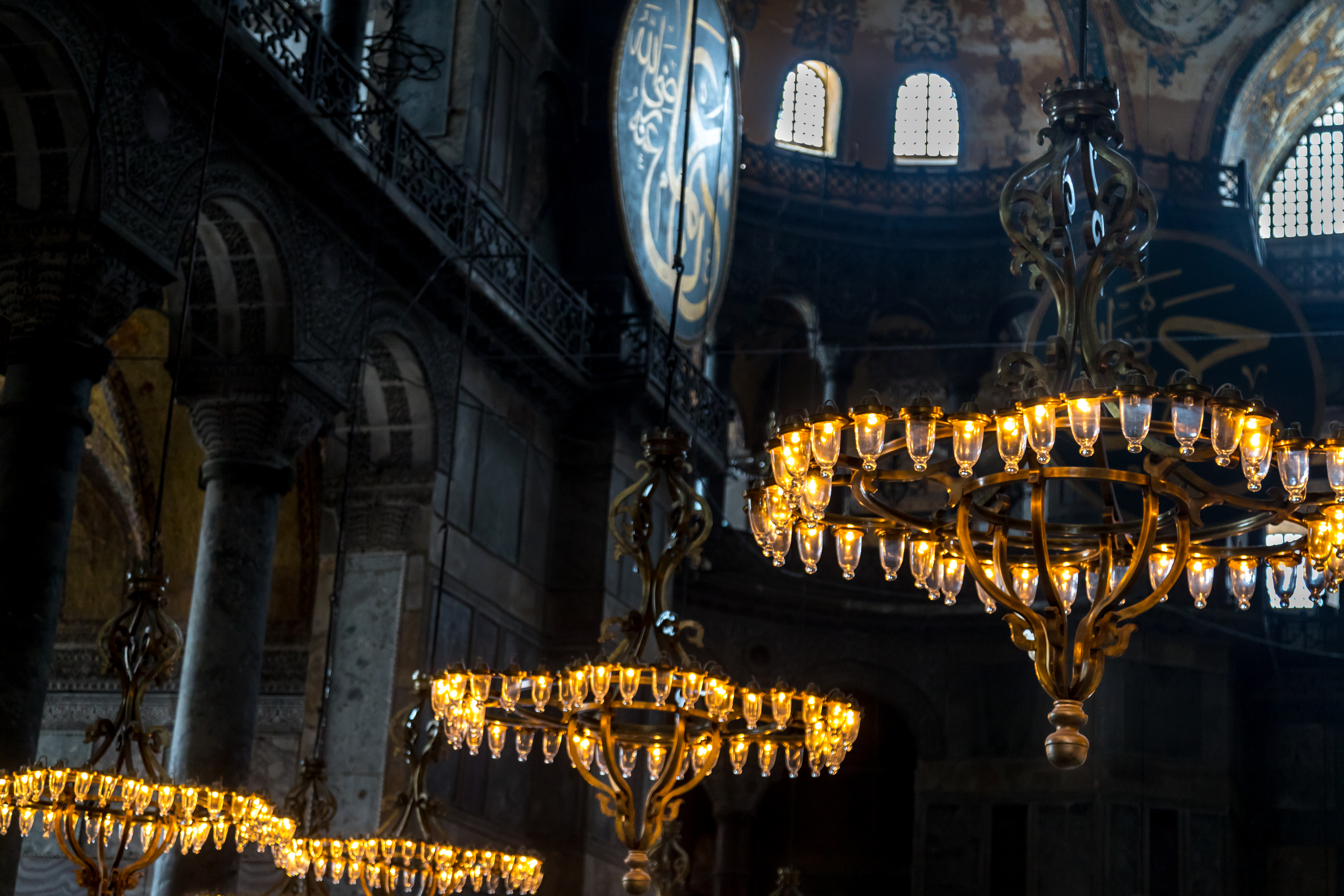
Particolare dei lampadari, Santa Sofia.

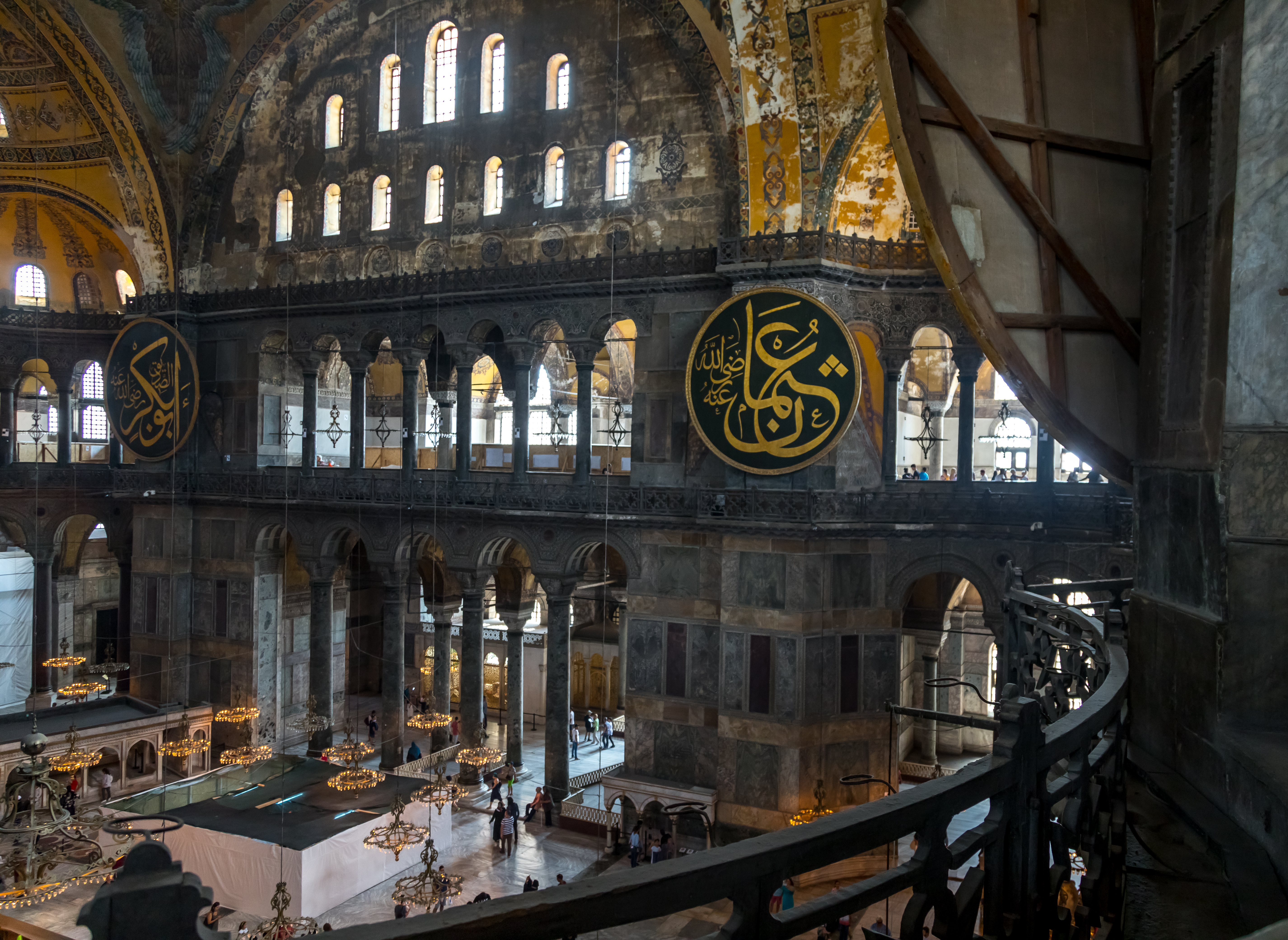
Vista dal primo piano, Santa Sofia.

Santa Sofia (in turco Ayasofya; in greco antico: Ἁγία Σοφία?, Hagía Sophía; in greco Αγία Σοφία?, Agía Sophía, [aˈʝia soˈfia]; in latino Sancta Sophia o Sancta Sapientia), ufficialmente nota come Grande Moschea Benedetta della Santa Sofia (in turco Ayasofya-i Kebîr Câmi-i Şerîfi), conosciuta anche come Basilica di Santa Sofia, è uno dei principali luoghi di culto di Istanbul. Si trova nel distretto di Fatih, nel mahalle di Sultanahmet.
Dedicato alla Sophia (la sapienza di Dio), dal 537 al 1453 l'edificio fu cattedrale cristiana bizantina (sede del Patriarcato di Costantinopoli, a eccezione di un breve periodo tra il 1204 e il 1261 quando fu convertito dai crociati sotto l'Impero latino di Costantinopoli a cattedrale cattolica di rito romano).
Divenne moschea ottomana il 29 maggio 1453 e tale rimase fino al 1931, quando fu sconsacrata. Il 1º febbraio 1935 divenne un museo. Il 10 luglio 2020, con un decreto presidenziale, è stata nuovamente aperta al culto islamico. Il successivo 24 luglio vi si è così tenuta, in presenza del presidente turco Recep Erdoğan, la prima preghiera pubblica islamica.

## Storia

### Prima chiesa
La prima chiesa era conosciuta come la Μεγάλη Ἐκκλησία (Megálē ekklēsía, "Grande Chiesa", a causa delle sue dimensioni più grandi rispetto alle altre chiese contemporanee già presenti in città). La chiesa fu dedicata al Logos, Gesù Cristo il Salvatore, nel giorno della Sua Natività. Inaugurata il 15 febbraio 360 (durante il regno di Costanzo II) dal Vescovo ariano Eudossio di Antiochia, fu edificata vicino alla zona dove era in costruzione il palazzo imperiale. La vicina chiesa di Santa Irene (Ἁγία Εἰρήνη in greco, dedicata cioè alla "Santa Pace") era stata completata precedentemente e servì come cattedrale fino a quando Santa Sapienza non fu terminata. Entrambe le chiese svolsero poi il ruolo di chiese principali dell'Impero bizantino.
Nel 440, Socrate Scolastico scrive che la chiesa fosse stata costruita da Costanzo II. La tradizione riferisce che l'edificio fu invece costruito da suo padre Costantino I. Giovanni Zonara concilia le due opinioni, riferendo che Costanzo aveva riparato l'edificio consacrato da Eusebio di Nicomedia dopo che era crollato. Poiché Eusebio fu vescovo di Costantinopoli tra il 339 e il 341 e Costantino morì nel 337, sembra possibile che la prima chiesa fosse stata eretta da quest'ultimo.
L'edificio fu progettato come una tradizionale basilica latina con colonnato e gallerie, dotata di un tetto in legno. L'ingresso era preceduto da un doppio nartece (una sorta di doppio atrio).
Il Patriarca di Costantinopoli Giovanni Crisostomo entrò in un conflitto con l'imperatrice Elia Eudossia, moglie dell'imperatore Arcadio, e per questo fu mandato in esilio il 20 giugno 404. Durante gli scontri che avvennero in seguito, questa prima chiesa fu in gran parte distrutta da un incendio. Nulla di essa rimane oggi.

### Seconda chiesa

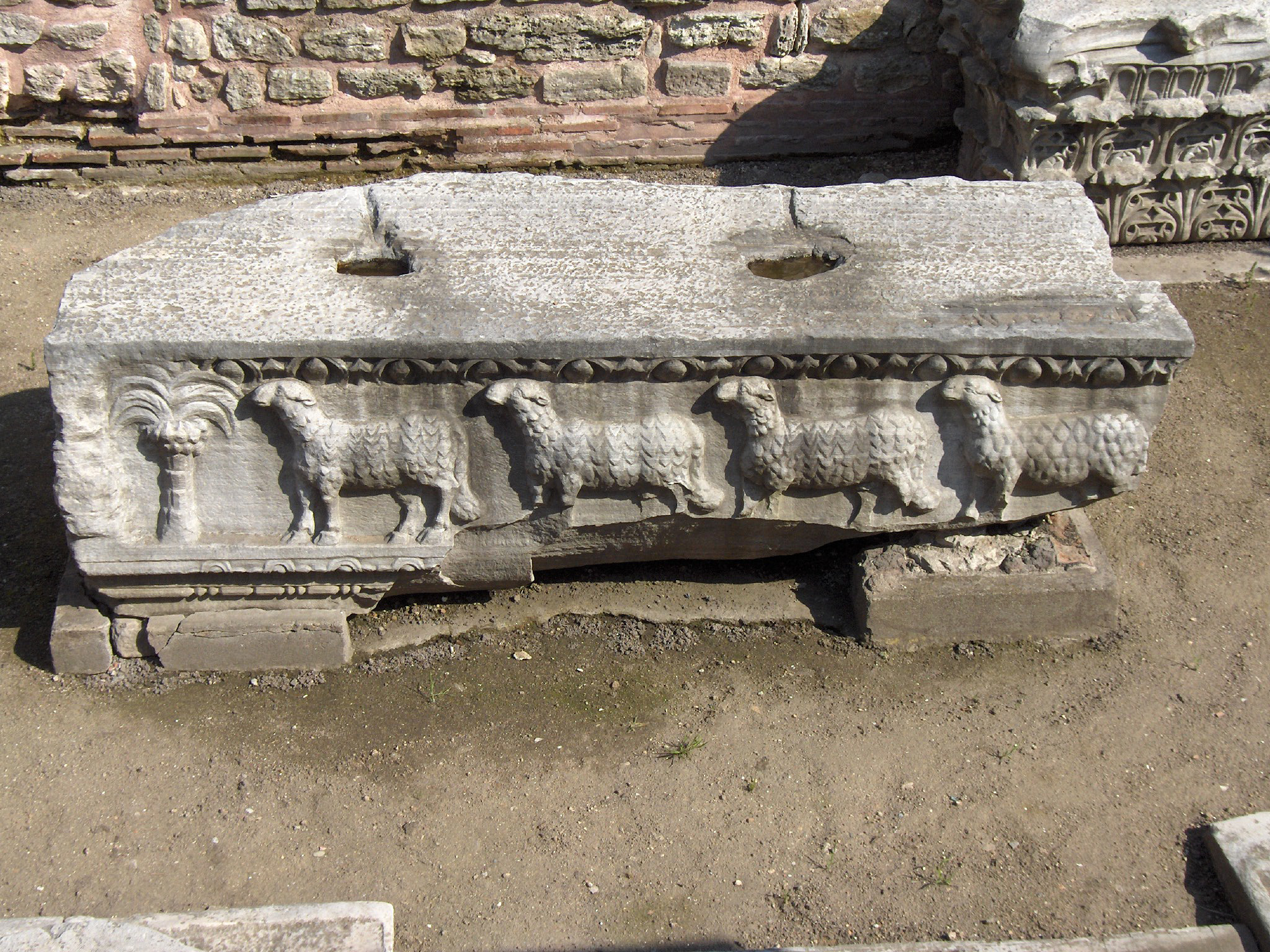
Blocco di marmo proveniente dalla basilica commissionata da Teodosio II, con raffigurazione di una processione di agnelli.

Una seconda chiesa fu costruita per volere di Teodosio II, il quale la inaugurò il 10 ottobre 415. La basilica, dotata ancora di un tetto in legno, fu progettata dall'architetto Rufino. Incendiata durante la rivolta di Nika, scoppiata nel 532 contro l'imperatore Giustiniano, la chiesa bruciò quasi completamente.
Diversi blocchi di marmo appartenenti all'edificio sono stati scoperti nel 1935 sotto il cortile occidentale da A.M. Schneider; tra questi quello raffigurante 12 agnelli, i quali rappresentano metaforicamente i 12 Apostoli. Originariamente facevano parte del monumentale ingresso principale, i blocchi sono visibili in uno scavo adiacente all'ingresso dell'edificio. Scavi ulteriori sono stati abbandonati per paura di pregiudicare l'integrità della basilica.

### Terza chiesa (attuale struttura)

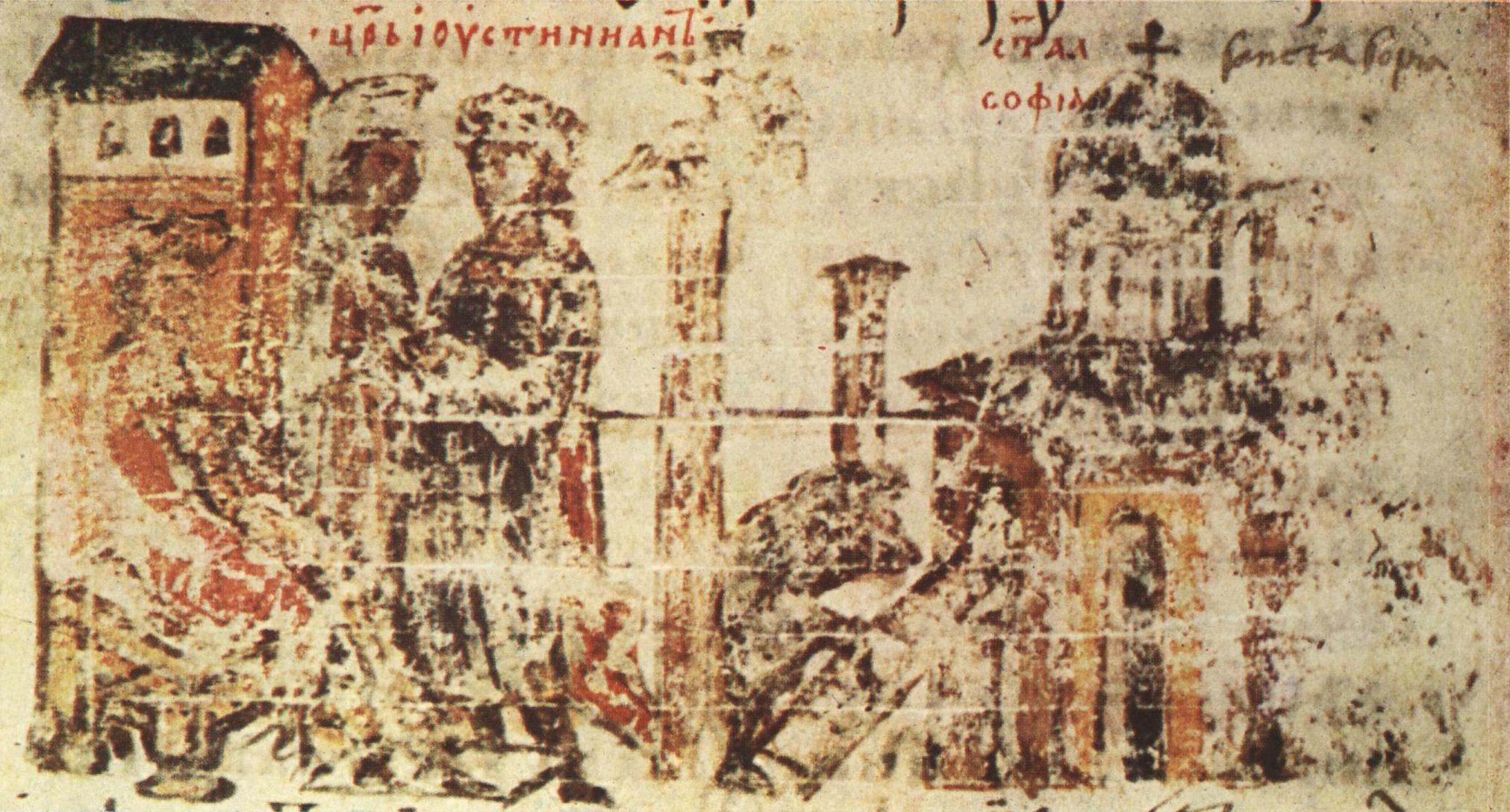
Costruzione della chiesa rappresentata nel codice Cronaca di Manasse.

Il 23 febbraio 532, pochi giorni dopo la distruzione della seconda basilica, l'imperatore Giustiniano I decise di costruire una nuova basilica completamente diversa, più grande e più maestosa rispetto a quelle dei suoi predecessori.
Come architetti scelse Isidoro di Mileto e il fisico e matematico Antemio di Tralle, Antemio, tuttavia, morì nel primo anno dei lavori. L'edificio venne descritto dallo storico bizantino Procopio nella sua opera "Sulle Costruzioni" (Peri Ktismatōn, in latino: De Aedificiis). L'imperatore fece venire il materiale da tutto l'impero: colonne ellenistiche dal tempio di Artemide di Efeso, grandi pietre dalle cave di porfido egiziane, marmo verde dalla Tessaglia, pietra nera dalla regione del Bosforo e pietra gialla dalla Siria. Più di diecimila persone vennero impiegate nel cantiere. Questa nuova chiesa fu riconosciuta già all'epoca come la basilica più grande della cristianità. Le teorie di Erone di Alessandria potrebbero essere state la base su cui si sono svolti i calcoli necessari per affrontare le sfide presentate dalla realizzazione di una cupola di tali dimensioni. L'imperatore, insieme al patriarca Mena, inaugurò la nuova basilica il 27 dicembre 537 con una celebrazione in pompa magna. I mosaici all'interno della chiesa vennero, comunque, completati solo sotto il regno dell'imperatore Giustino II (565-578).
Santa Sofia divenne la sede del patriarca di Costantinopoli e il luogo principale per le cerimonie imperiali dei reali bizantini, come le incoronazioni.
Terremoti accaduti nel mese di agosto 553 e il 14 dicembre 557 causarono fessurazioni nella cupola centrale e nella semicupola orientale. La cupola principale crollò completamente durante un terremoto successivo, avvenuto il 7 maggio 558, distruggendo l'ambone, l'altare e il ciborio. L'incidente fu dovuto principalmente alla portante troppo alta e al carico enorme della cupola che era troppo piatta. Questi fattori provocarono la deformazione dei piloni che sostenevano la cupola. L'imperatore ordinò un immediato ripristino. Affidò i lavori a Isidoro il Giovane, nipote di Isidoro di Mileto, che utilizzò materiali più leggeri ed elevò la cupola di altri 6,25 metri., conferendo all'edificio la sua altezza interna attuale di 55,6 metri. Questa ricostruzione, che dette alla chiesa il suo aspetto odierno, terminò nel 562. Il poeta bizantino Paolo Silenziario compose un lungo poema epico, noto come Ekphrasis, per la riconsacrazione della basilica, cerimonia presieduta dal Patriarca Eutichio il 23 dicembre 562.
Nel 726, l'imperatore Leone III Isaurico emise una serie di editti contro la venerazione delle immagini, ordinando all'esercito di distruggere tutte le icone ed inaugurando il periodo di iconoclastia bizantina. A quel tempo, tutte le immagini religiose e le statue furono rimosse dalla Basilica di Santa Sofia. Dopo una breve tregua sotto l'imperatrice Irene (797-802), gli iconoclasti continuarono il loro tentativo di riforma.
La basilica subì in seguito altri gravi danni, prima in un grande incendio nell'859 e di nuovo in un terremoto avvenuto l'8 gennaio 869 che fece quasi collassare nuovamente la cupola. L'imperatore Basilio I ordinò che la chiesa fosse riparata.
Dopo un nuovo grande terremoto avvenuto il 25 ottobre 989, che rovinò la grande cupola, l'imperatore bizantino Basilio II chiese all'architetto armeno Trdat, creatore delle grandi chiese di Ani e Argina, di ripararla. I principali lavori riguardarono l'arco occidentale e una parte della cupola. L'entità del danno richiese sei anni di riparazioni. La chiesa fu riaperta il 13 maggio 994.
Nel suo libro De ceremoniis ("Libro delle Cerimonie"), l'imperatore Costantino VII (913-919) diede un resoconto dettagliato delle cerimonie che si tenevano a Santa Sofia con l'imperatore e il patriarca.

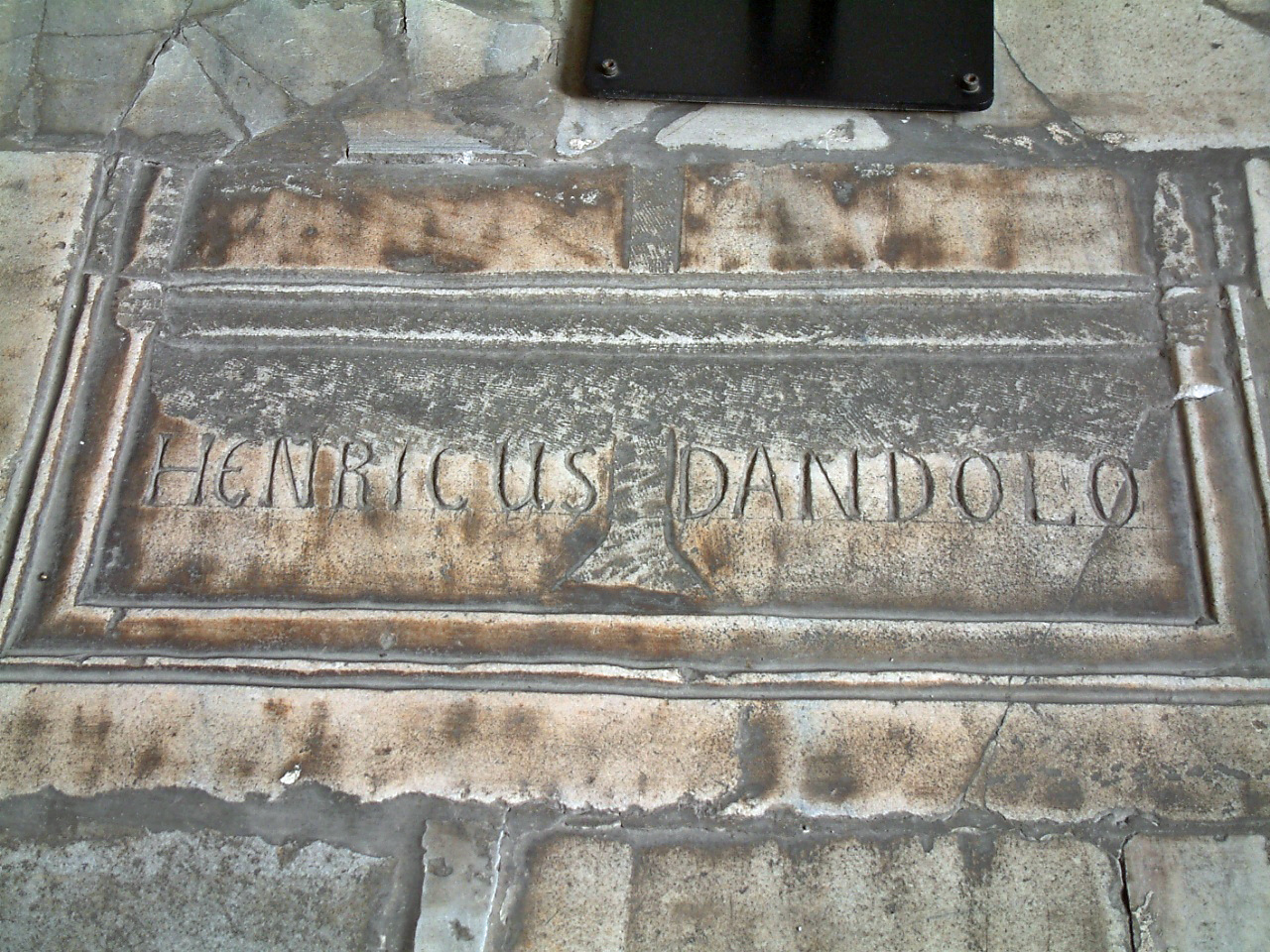
La presunta tomba del doge Enrico Dandolo, all'interno della Basilica di Santa Sofia.

Al momento della presa di Costantinopoli, durante la Quarta Crociata, la chiesa fu saccheggiata e profanata dai cristiani latini. Lo storico bizantino Niceta Coniata descrisse come furono rubate dalla chiesa molte reliquie, tra cui una pietra della tomba di Gesù, il latte della Vergine Maria, il sudario di Gesù e le ossa di alcuni santi, portate verso le chiese dell'ovest. Durante l'occupazione latina di Costantinopoli (1204-1261) la chiesa divenne la cattedrale cattolica. Baldovino I di Costantinopoli fu incoronato imperatore il 16 maggio 1204 a Santa Sofia. Enrico Dandolo, doge di Venezia che comandò l'invasione della città da parte dei Crociati, fu sepolto all'interno della chiesa. Tuttavia, i restauri effettuati tra il 1847 e il 1849 hanno gettato alcuni dubbi sull'autenticità della tomba del doge.
Dopo la riconquista della città da parte dei Bizantini nel 1261, la chiesa si trovava in uno stato fatiscente. Nel 1317, l'imperatore Andronico II ordinò la costruzione di quattro nuovi contrafforti. Un nuovo terremoto arrecò danni alla struttura che dovette essere chiusa fino al 1354, quando terminarono le riparazioni effettuate dagli architetti Astras e Peralta.
Nella Chiesa avvenne la scomunica che portò al Grande Scisma del 1054 e la proclamazione unionista del 1452 (dopo l'accordo di Firenze).

### Moschea (1453-1931)

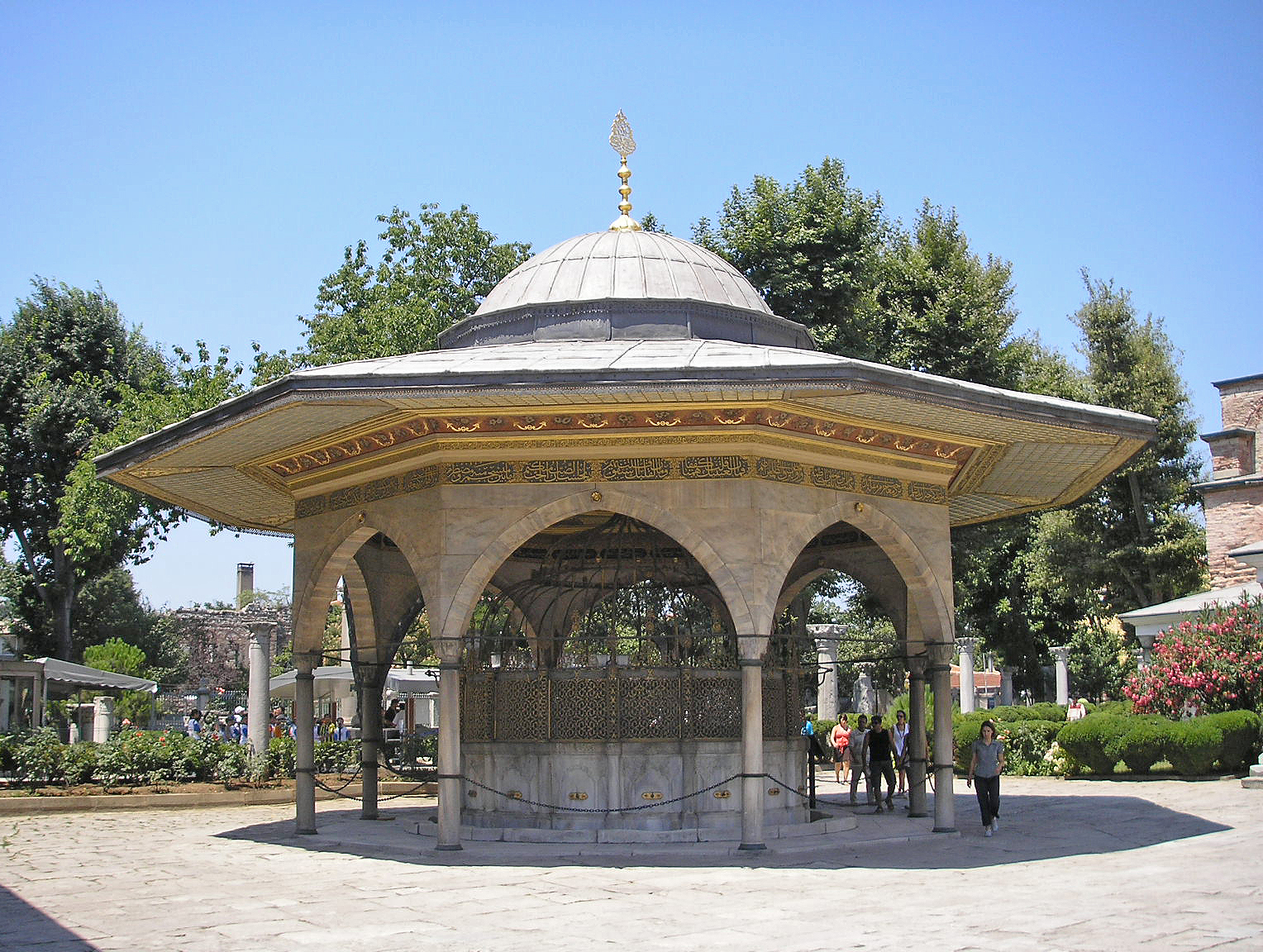
Fontana (Sadirvan) per le abluzioni rituali.

Nel 1453 il Sultano Maometto II assediò Costantinopoli promettendo ai suoi soldati tre giorni di libero saccheggio se la città fosse caduta, dopo di che avrebbe rivendicato le ricchezze per sé. La Basilica di Santa Sofia non fu esentata dal saccheggio, diventandone il punto focale, in quanto gli invasori credevano che vi fossero contenuti i più grandi tesori della città. Poco dopo il crollo delle difese della città, molti saccheggiatori si diressero verso Santa Sofia e abbatterono le sue porte. Durante l'assedio venivano spesso celebrate liturgie e preghiere dentro la basilica, che era diventata il rifugio per molti di coloro che non erano in grado di contribuire alla difesa della città. Questi cittadini indifesi, che erano nella chiesa, vennero usati come bottino fra gli invasori diventando schiavi e le donne a volte usate per appagamenti sessuali. Quando il sultano Maometto II e il suo seguito entrarono nella chiesa, egli insistette affinché fosse subito convertita in moschea. Gli Ulamā (studiosi islamici) presenti salirono poi sul pulpito della chiesa e recitarono la Shahada ("Non ci sono altri dei se non il Dio, e Maometto è il suo servo e il suo messaggero"), segnando così la conversione della chiesa in moschea..
Subito dopo la conquista di Costantinopoli, la Basilica di Santa Sofia fu convertita nella moschea di Aya Sofya. Come testimoniano numerosi visitatori occidentali, come il nobile cordovano Pero Tafur e il fiorentino Cristoforo Buondelmonti, al momento della conquista la chiesa si trovava in uno stato fatiscente; il sultano ne ordinò la pulizia e la riqualificazione, aggiungendo i minareti e intonacando i mosaici parietali. Il patriarca si trasferì invece nella Chiesa dei Santi Apostoli. Intorno al 1481 un piccolo minareto venne eretto all'angolo sud-ovest dell'edificio, sopra la torre delle scale. Il successivo sultano, Bayezid II (1481-1512), fece costruire un altro minareto all'angolo nord-est. Uno di questi cadde a causa del terremoto del 1509, e intorno alla metà del XVI secolo entrambi furono sostituiti da due nuovi minareti, posti agli angoli est e ovest dell'edificio.

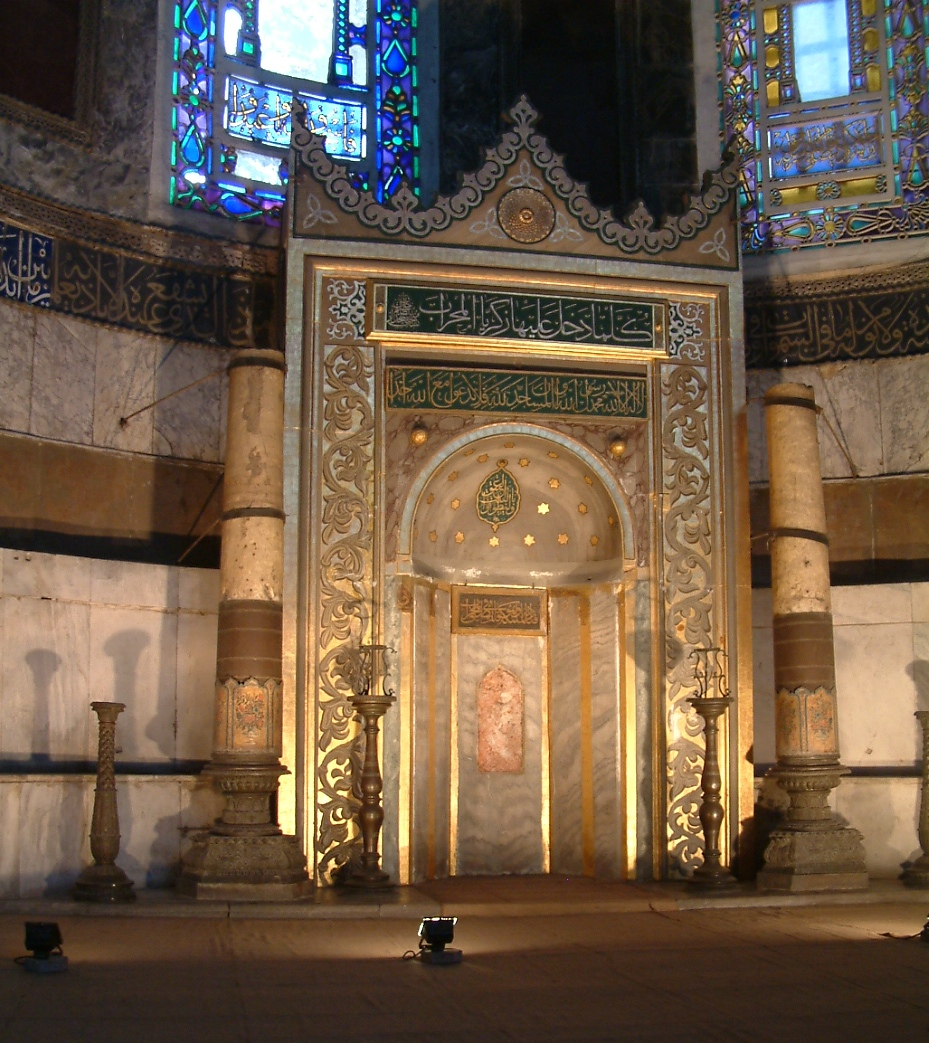
Il miḥrāb posto nell'abside dove sorgeva l'altare, orientato verso la Mecca.

Nel XVI secolo il sultano Solimano il Magnifico (1520-1566) riportò dalla sua conquista dell'Ungheria due colonne colossali. Esse furono collocate su entrambi i lati del miḥrāb. Durante il regno di Selim II (1566-1577) l'edificio iniziò a mostrare segni di cedimento e si dovette provvedere a rinforzarlo con l'aggiunta di supporti strutturali al suo esterno ad opera del grande architetto ottomano Mimar Sinan. Oltre a rafforzare la struttura storica bizantina, Sinan costruì i due grandi minareti supplementari all'estremità occidentale del palazzo e il mausoleo del sultano. Inoltre, una mezzaluna d'oro fu installata sulla sommità della cupola, mentre intorno all'edificio fu imposta una zona di rispetto, larga 35 arşın (circa 24 m), per cui si dovette abbattere tutte le case che nel frattempo erano state edificate attorno ad esso. In seguito la sua türbe arrivò ad ospitare altre 43 tombe di principi ottomani.
In seguito furono aggiunte la galleria del sultano, un minbar decorato con marmi, una pedana per il sermone e una loggia per il muezzin. Nel 1717, con il sultano Ahmed III (1703-1730), fu ristrutturato l'intonaco degli interni.
Il restauro più famoso di Aya Sofya fu però quello ordinato dal sultano Abdul Mejid I e completato da 800 lavoratori tra il 1847 e il 1849 sotto la direzione dell'architetto ticinese Gaspare Fossati, assistito dal fratello Giuseppe Fossati, ingegnere. I due fratelli consolidarono la cupola e le volte, raddrizzarono le colonne e rinnovarono la decorazione degli esterni e degli interni dell'edificio. I mosaici bizantini superstiti vennero scoperti e ricoperti con uno strato d'intonaco, ed i vecchi lampadari vennero sostituiti da nuovi, del tipo a goccia. Alle colonne vennero appesi otto giganteschi medaglioni circolari, opera del calligrafo Kazasker Mustafa İzzed Effendi (1801-1877). Essi riportano i nomi di Allah, del profeta Maometto, dei primi quattro califfi (Abū Bakr, Umar, Uthman e Ali) e dei due nipoti di Maometto: Hassan e Hussein. Il 13 luglio 1849, alla fine del restauro, la moschea venne riaperta al culto con una cerimonia solenne.

### Museo (1935-2020)
Nel 1935, il primo presidente turco e fondatore della Repubblica di Turchia, Mustafa Kemal Atatürk, trasformò l'edificio in un museo. I tappeti vennero rimossi e le decorazioni del pavimento di marmo riapparvero per la prima volta dopo secoli, mentre l'intonaco bianco che copriva molti dei mosaici fu rimosso. Tuttavia, le condizioni della struttura erano deteriorate.
Con l'aiuto della società di servizi finanziari American Express, negli anni 1997-2002 il World Monuments Fund stanziò una serie di sovvenzioni per il restauro della cupola. La prima fase del lavoro, realizzata con la partecipazione del Ministero della Cultura turco, fu la stabilizzazione strutturale e la riparazione del tetto rotto. La seconda fase, la conservazione degli interni della cupola, offrì l'opportunità di impiegare e addestrare giovani restauratori turchi nella cura dei mosaici. Nel 2006 il progetto del WMF fu completato, anche se altre aree di Santa Sofia continuano a richiedere manutenzione.
Durante questo periodo l'uso del complesso come luogo di culto era severamente proibito. Tuttavia, nel 2006, subito prima della visita del papa Benedetto XVI, il governo turco decise di destinare una piccola stanza del complesso museale a luogo di preghiera per tutte le religioni. Nel 2010 associazioni islamiche e membri del governo turco richiesero con crescente insistenza l'esclusiva della chiesa/moschea al solo culto islamico. Dal 2013, dai minareti dell'edificio, il muezzin canta l'invito alla preghiera due volte al giorno, nel pomeriggio.

### Moschea (dal 2020)
Il 31 marzo 2018 il presidente turco Recep Tayyip Erdoğan, nonostante i severissimi divieti, ha recitato il primo versetto del Corano nella basilica di Santa Sofia, dedicandola a "coloro che hanno contribuito a costruirla ma in modo particolare a chi la ha conquistata", andando contro gli sforzi fatti da Atatürk di ristrutturarla e renderla un importante museo.
Nel marzo 2019 il presidente Erdoğan dichiarò che avrebbe cambiato lo status di Santa Sofia da museo a luogo di culto musulmano, aggiungendo che era stato un "errore molto grande" trasformarla in un museo. Dopo molte pressioni da parte dello stesso Erdoğan, infatti, il 10 luglio 2020 il Consiglio di Stato turco ha annullato il decreto di Atatürk del 1934, cancellando la trasformazione della moschea in museo. Lo stesso giorno, il presidente Erdoğan ha riaperto al culto islamico la basilica con un decreto presidenziale. La prima preghiera pubblica islamica del venerdì si è svolta nell'edificio il 24 luglio successivo.

## Descrizione

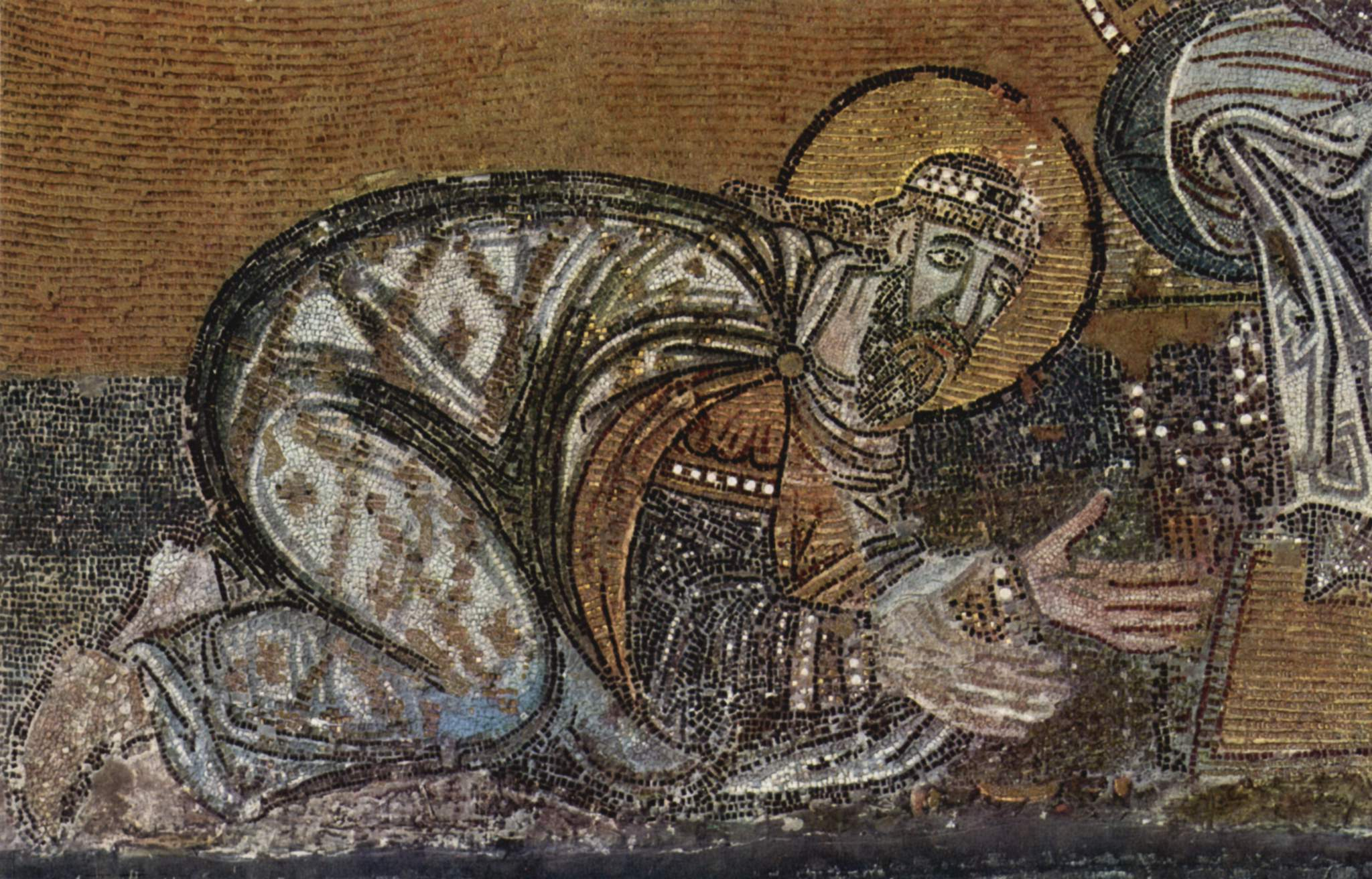
Leone VI ai piedi di Cristo.

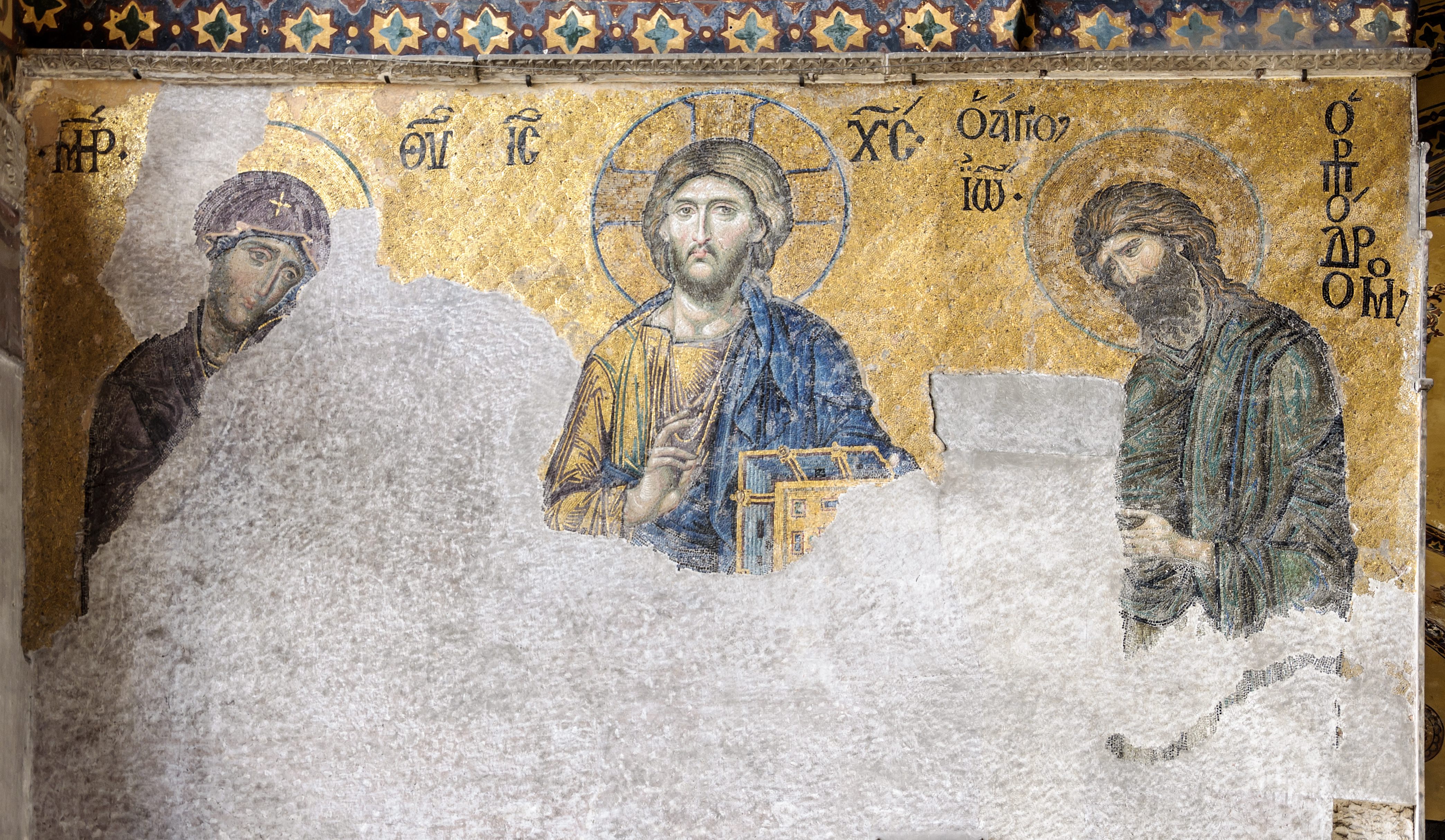
Deesis, XIII secolo.

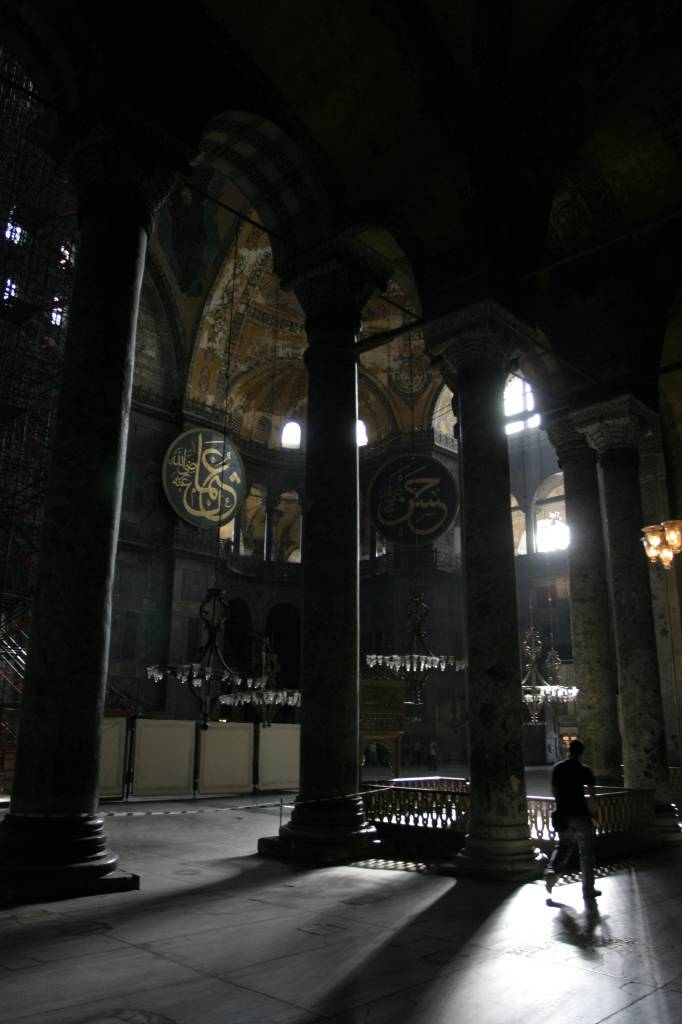
Vista da una navata.

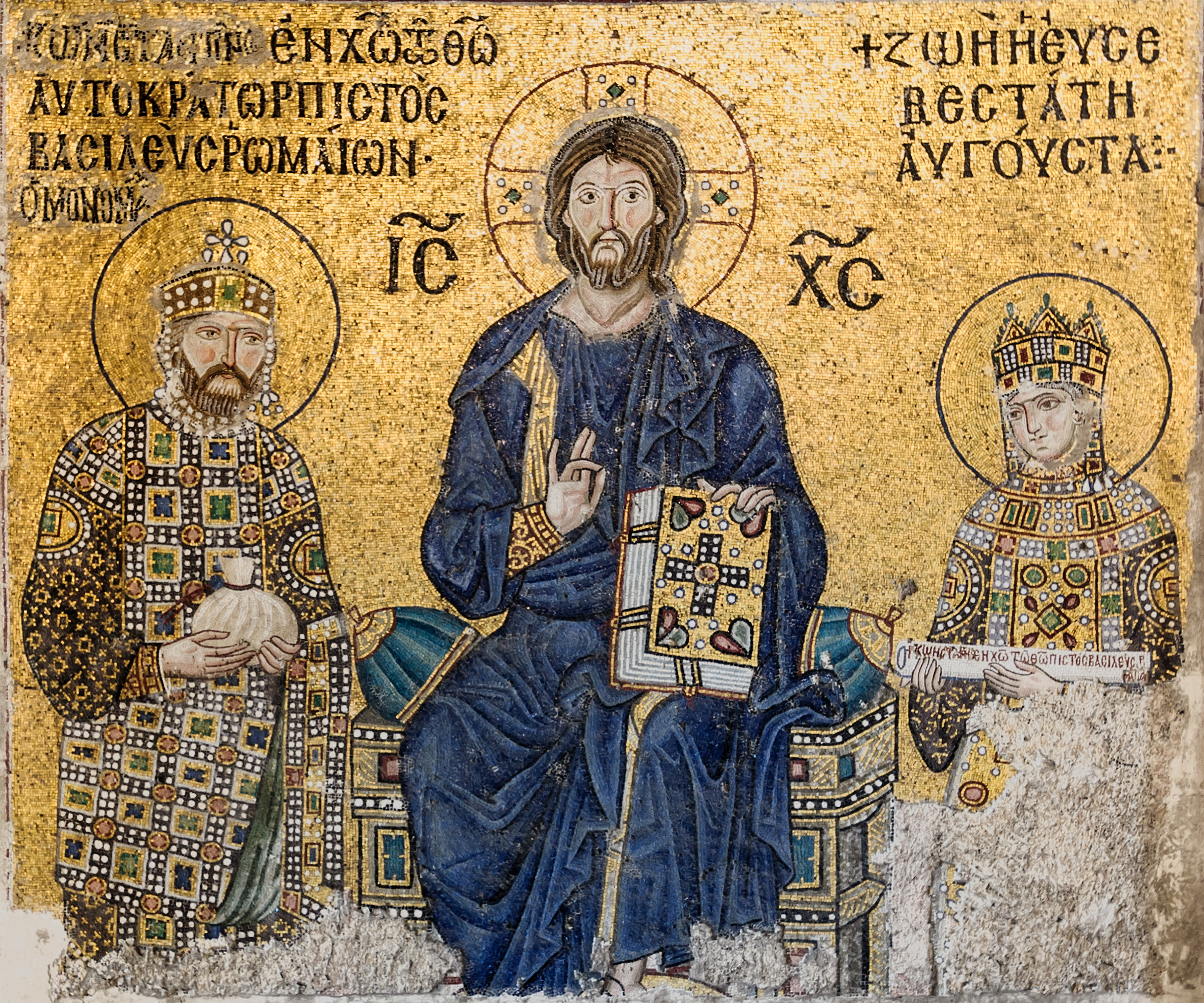
Mosaico dell'imperatore Costantino IX e della Basilissa Zoe.

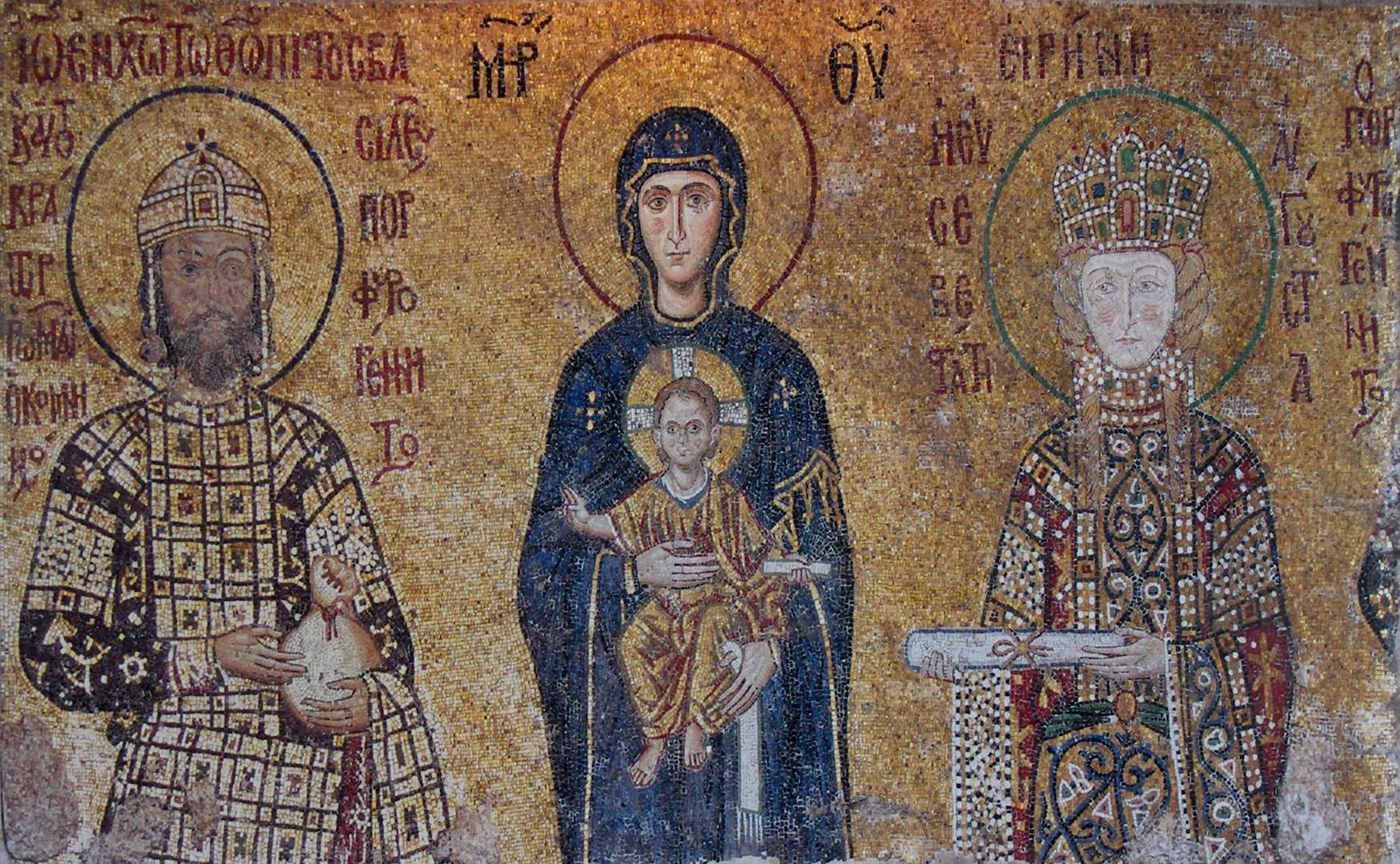
Mosaico dell'imperatore Giovanni II Comneno e di sua moglie Piroska.

La basilica di Santa Sofia è uno dei più grandi esempi superstiti di architettura bizantina. Il tempio stesso era così riccamente e artisticamente decorato, che Giustiniano, una volta completati i lavori, esclamò: "Salomone, ti ho superato!" (Νενίκηκά σε Σολομών). Giustiniano stesso curò la realizzazione della cattedrale, la più grande mai costruita fino a quel momento e per i quasi 1000 anni successivi, fino al completamento della cattedrale di Siviglia in Spagna.
La basilica voluta da Giustiniano è al tempo stesso la realizzazione architettonica culmine della tarda antichità e il primo capolavoro dell'architettura bizantina. La sua influenza, sia architettonica che liturgica, si diffuse nella chiesa ortodossa orientale, in quella cattolica romana e nel mondo musulmano. Le colonne più grandi sono di granito. Raggiungono un'altezza di circa 19 o 20 metri con un diametro di 1,5 metri; la più grande pesa oltre 70 tonnellate. Sotto gli ordini di Giustiniano, otto colonne corinzie vennero prelevate da Baalbek in Libano e spedite a Costantinopoli per la costruzione della chiesa.
Il vasto interno presenta una struttura assai complessa. La navata centrale è sormontata da una cupola centrale alta 55,6 metri dal livello del pavimento, traforata da 40 finestre ad arco, in seguito parzialmente murate per aumentare la stabilità dell'edificio, che inondano di luce l'interno dell'edificio a qualsiasi ora e sostenuta da quattro pennacchi triangolari concavi, che servono per la transizione dalla struttura circolare della cornice a quella rettangolare della navata. Il peso della cupola si scarica, attraverso i pennacchi, su quattro massicci pilastri posti agli angoli. Questi sono stati rinforzati con contrafforti, edificati parte durante il periodo bizantino e parte durante quello ottomano, sotto la guida del famoso architetto Sinan; sono costruiti con pietre lavorate, legate tra di loro tramite colate di piombo, mentre le volte, gli archi e le pareti sono in laterizi. Nelle zone verso l'abside e verso l'ingresso due semicupole digradano da quella principale e poggiano su esedre a colonne. Le varie riparazioni effettuate nel corso del tempo hanno reso la cupola leggermente ellittica, con un diametro che varia tra i 31,24 m e i 30,86 m.

La basilica ha una pianta che fonde armoniosamente il rettangolo entro il quadrato (69,7 x 74,6 m), con tre navate, arcate divisorie in doppio ordine, ed un'unica abside opposta all'ingresso, che all'esterno si presenta poligonale. La pianta ha probabilmente ricalcato quella della basilica costantiniana. L'ingresso è preceduto da un doppio nartece. Gli interni sono arricchiti con mosaici a fondo d'oro, di grande valore artistico, marmi pregiati e stucchi. Colonne in costoso porfido o marmo verde della Tessaglia sono impreziosite da capitelli finemente scolpiti. Nel corso degli anni sono stati aggiunti alcuni mausolei laterali.

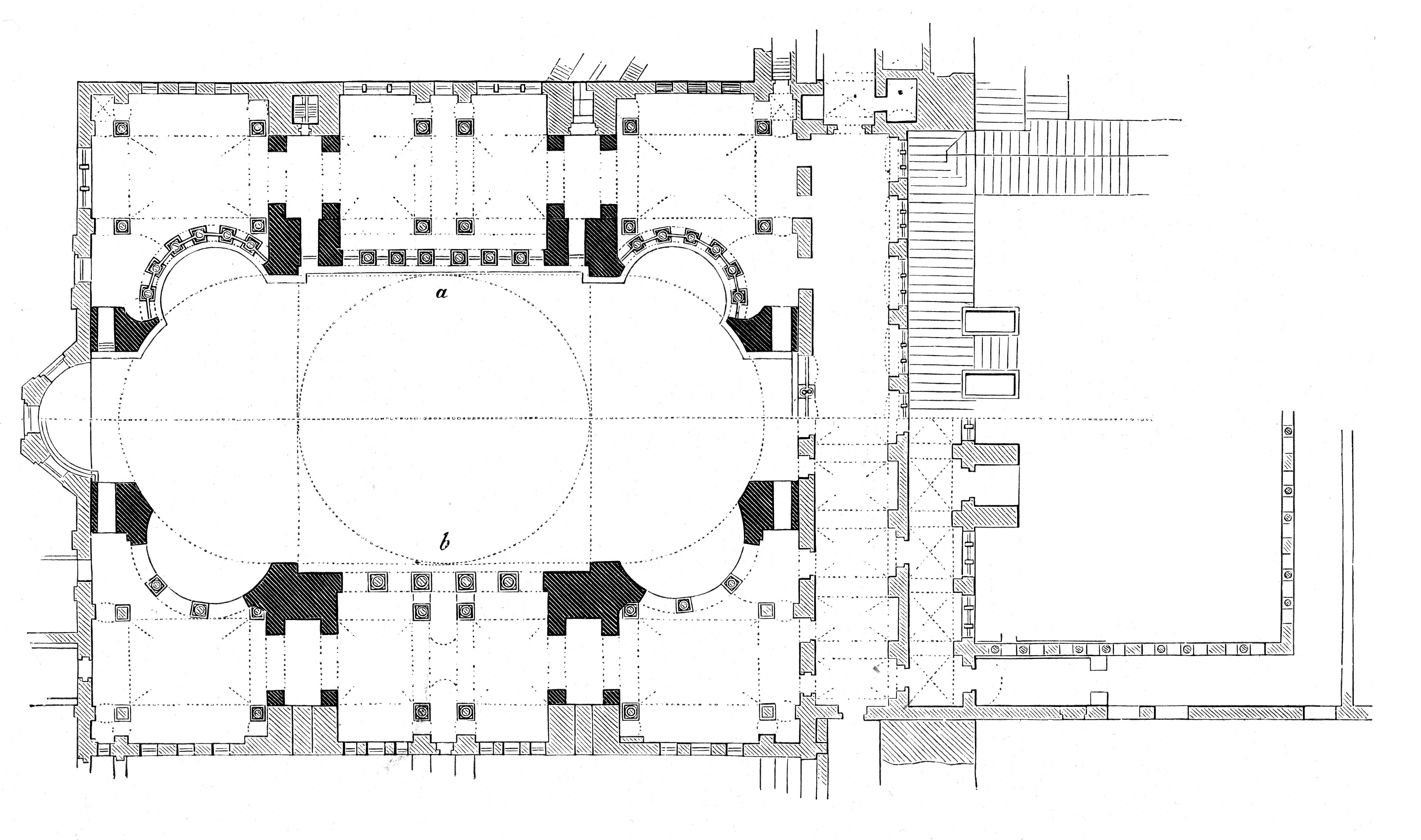
Pianta di Santa Sofia.

All'interno, alcuni corridoi laterali riccamente decorati (che hanno ispirato la Basilica di San Marco a Venezia) conducono al grande vano della navata centrale, dominato dalla maestosa cupola. Sulle navate laterali corrono i matronei, destinati alla corte imperiale che vi assisteva alla messa da una posizione rialzata. Al di sopra dei matronei la muratura è perforata da due file sovrapposte di finestre di dimensioni variabili (più ampie al centro, più piccole verso i lati e nella fila inferiore).
L'impianto non differiva molto da quello di altre chiese a pianta longitudinale già esistenti, ma per la prima volta lo spazio appare dominato dalla grande cupola, che focalizza verso l'alto tutto l'ambiente architettonico. L'effetto è quello di uno spazio incommensurabile e di leggerezza della copertura, che sembra come sospesa nell'aria. La decorazione interna, inizialmente aniconica con motivi persiani (in pratica, ci si atteneva già all'Iconoclastia del VII secolo), fu integrata da Giustino II con cicli evangelici e con scene, divenute poi canoniche, del Dodecaorto, il sistema di 12 feste bizantine. La cupola riportava un Cristo Pantocratore benedicente, a mezzo busto. Per i lineamenti dei visi di Cristo e dei santi sembra siano state utilizzate le descrizioni contenute in un libretto di Ulpius Romano: un esempio, San Gregorio è ritratto con la barba fumosa e l'occhio destro menomato da un incidente.

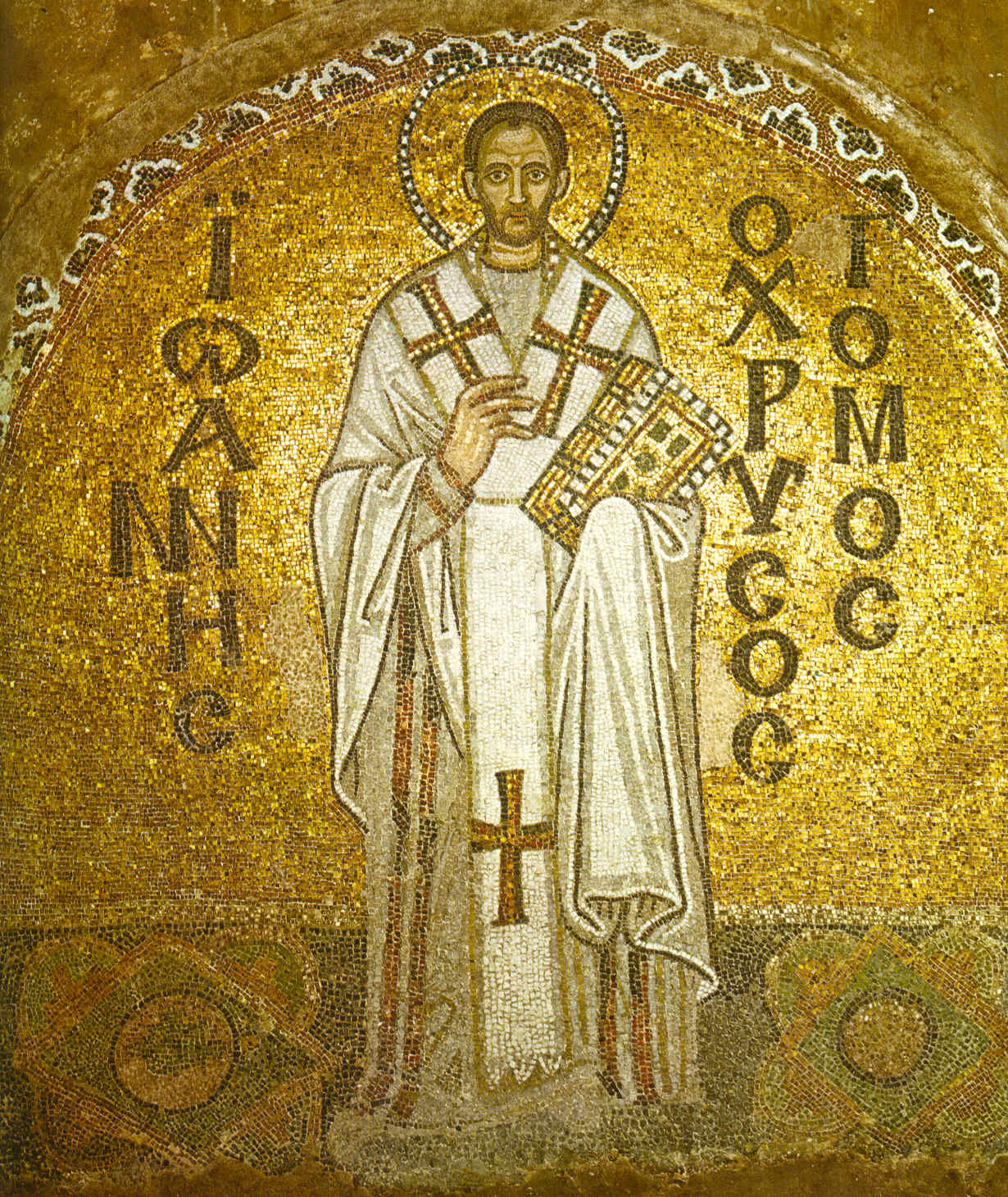
San Giovanni Crisostomo.

L'abside è rinforzata all'esterno da alcuni contrafforti. Uno di questi contiene una cappella con mosaici frammentari realizzati col sistema della doppia linea. Alcune chiese bizantine e le moschee imperiali ottomane hanno preso a modello la grande cupola affiancata da due semicupole. L'apparato decorativo originale è conservato solo in parte, ma continua tuttavia a rappresentare una profonda testimonianza dell'arte bizantina. I capitelli presentano trine, trafori, giochi d'ombra e chiaro-scuro, e compare lo stemma giustinianeo.
Procopio di Cesarea, nel suo trattato De aedificiis, ci ha tramandato una descrizione risalente al periodo di Giustiniano I: egli notò come la luce, filtrata dalle finestre disposte a diversi livelli, ma soprattutto dalle aperture che coronano la base della cupola, sembrasse come generata all'interno della basilica stessa, e riverberandosi sui mosaici dorati e sui preziosi paramenti murari, annullasse irrealmente la consistenza e il peso delle strutture. Questo effetto è dovuto anche al fatto che la parte centrale della chiesa è più ampia e maggiormente illuminata rispetto alle zone laterali, e contrasta con ambienti più scuri e con la netta divisione in più piani dello spazio che invece al centro è slanciato verso l'alto.

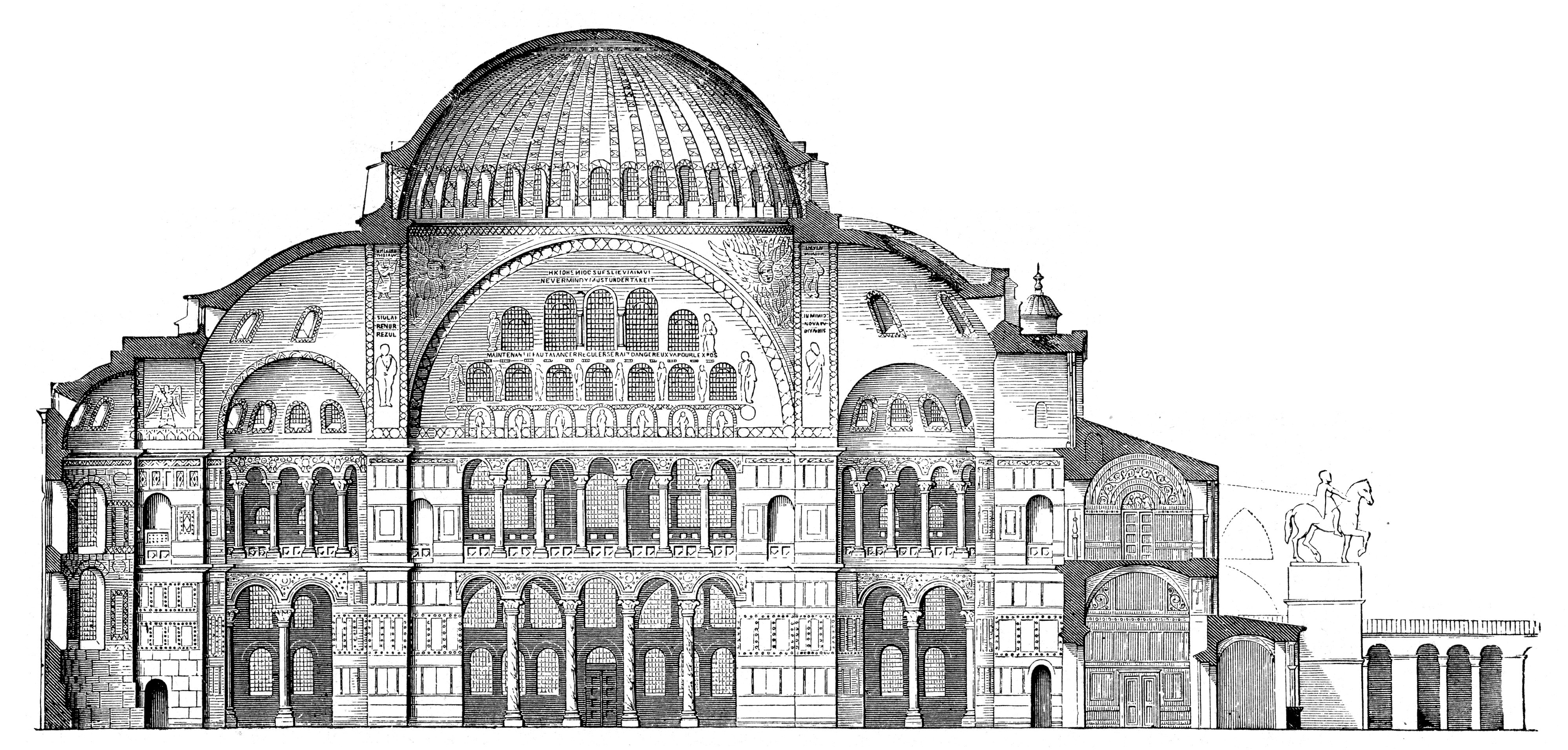
Sezione del disegno architettonico originale di Santa Sofia.

Paolo Silenziario, invece, compose un poemetto, o ecphrasis, richiamando soluzioni letterarie tipiche dell'epoca giustinianea. La descrizione della chiesa si districa attraverso alcune tappe che l'autore rende obbligatorie e stimola il lettore ad immergersi in toto nell'immaginazione di ciò che fu il tempio all'epoca di Giustiniano, iniziando il viaggio dalla parte esterna fino a raggiungere le zone più intime della chiesa, soffermandosi in una descrizione dettagliata di ogni particolare decorativo o architettonico, come, ad esempio, l'elencazione delle varietà di marmo presenti oppure alle particolari forme di lampadari o polycandelon.
L'esterno, rivestito di stucco, durante il restauro avvenuto nel XIX secolo sotto la direzione degli architetti Fossati fu colorato di giallo e rosso.

### Cupola

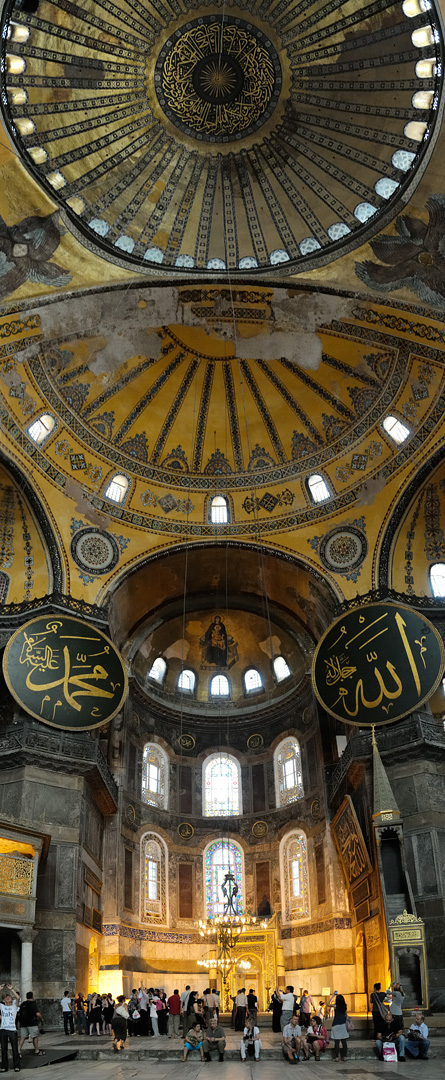
Vista dell'interno di Santa Sofia, si notino gli elementi islamici ai lati della cupola.

La cupola di Santa Sofia suscita un particolare interesse fra gli storici d'arte, gli architetti e gli ingegneri per le sue caratteristiche innovative e grandiose. Essa è sostenuta da quattro pennacchi, una soluzione mai utilizzata prima. Il loro utilizzo permette una transizione elegante dalla forma quadrata della base dei piloni a quella emisferica della cupola. L'utilizzo dei pennacchi non è soltanto una scelta di carattere estetico, ma permette anche di frenare le forze laterali della cupola e di scaricare il peso di essa verso il basso.
Anche se questa scelta architettonica permise di stabilizzare la cupola, il muro di cinta e gli archi, la costruzione pratica delle mura di Santa Sofia indebolì la struttura complessiva. I muratori utilizzarono più malta che mattoni, il che indebolì le pareti. La struttura sarebbe stata molto più stabile se avessero lasciato asciugare la malta prima di iniziare il livello successivo. Quando, invece, la cupola fu posta in opera, a causa della malta ancora bagnata il suo peso portò le pareti sottostanti a piegarsi verso l'esterno. Quando Isidoro il Giovane ricostruì la cupola, nel frattempo crollata a causa di un terremoto, dovette prima riportare a piombo le mura sottostanti rinforzandone l'interno in modo che queste fossero in grado di sostenere il peso della nuova copertura. Inoltre, innalzò la nuova cupola di circa sei metri rispetto alla precedente in modo da diminuire le forze laterali e da scaricare più facilmente il suo peso lungo le pareti.

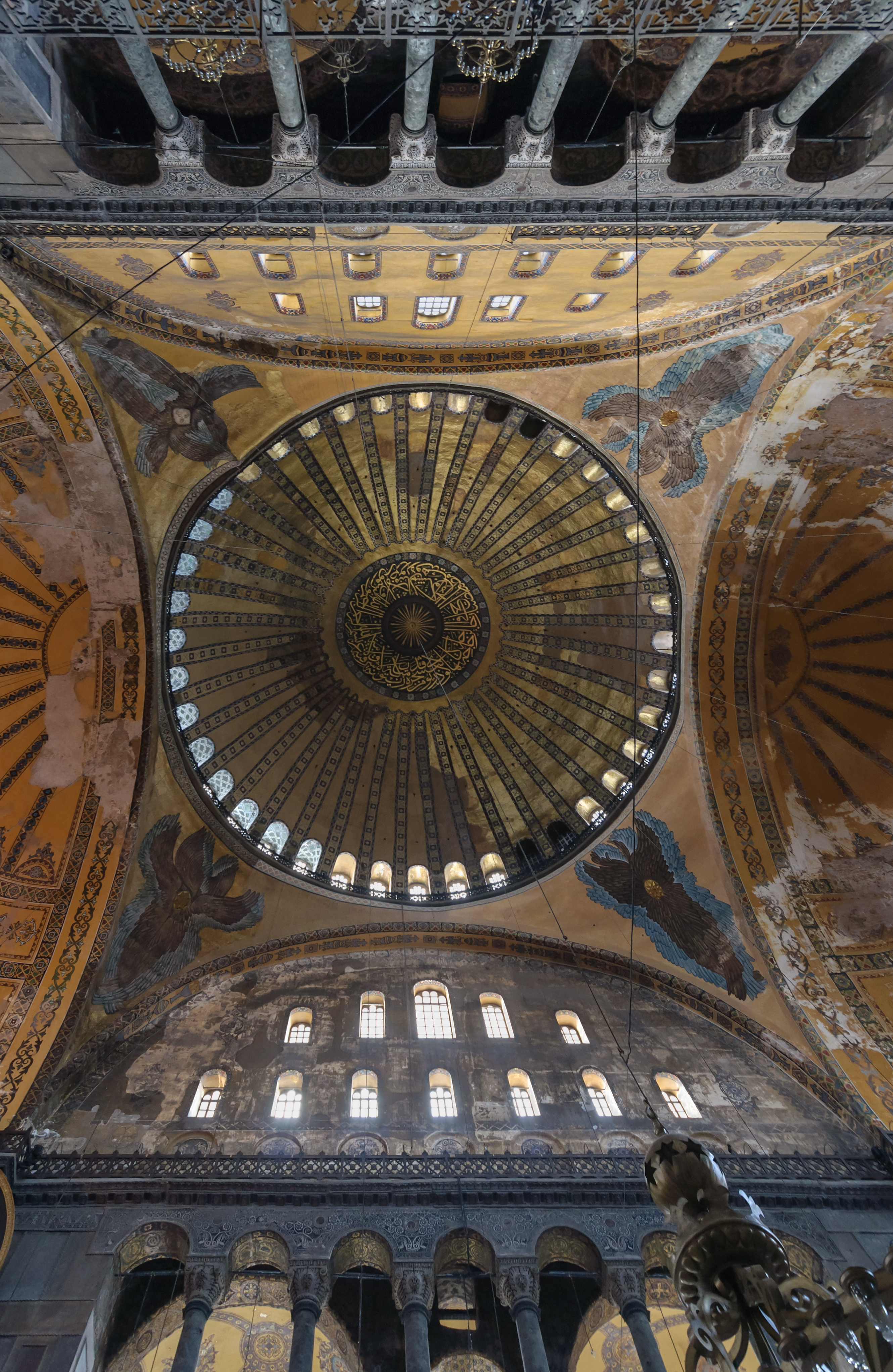
La cupola della basilica.

L'edificio è famoso per l'effetto mistico della luce che si riflette in tutto l'interno della navata, con la cupola che dà l'apparenza di librarsi al di sopra di quest'ultima. Questo effetto fu reso possibile grazie all'inserimento di quaranta finestre nella cupola stessa, sopra la cornice. Inoltre, la stabilità della cupola fu aumentata da Isidoro il Giovane grazie all'introduzione di costoloni longitudinali che innervano la struttura passando fra le finestre. Questi permettono al peso della cupola di scaricarsi in basso lungo la cornice e verso i pennacchi e, infine, lungo le pareti e verso le fondazioni.
Il carattere unico del progetto di Santa Sofia rende questa struttura uno dei monumenti più avanzati e ambiziosi realizzati nella tarda antichità.

### Urne perlustrationes
Due enormi urne per la lustratio di marmo vennero portate da Pergamo durante il regno del sultano Murad III. Originarie del periodo ellenistico, sono scolpite su blocchi di marmo.

### Nartece e portali
La Porta Imperiale era l'ingresso principale tra l'interno e l'esterno del nartece. Esso era riservato esclusivamente all'imperatore. Il mosaico bizantino sopra il portale raffigura Cristo e l'imperatore Leone VI il Saggio.
Una lunga rampa, posta nella parte settentrionale del nartece esterno, conduce alla galleria superiore.

### Galleria superiore
La galleria superiore è disposta a ferro di cavallo e segue la navata centrale fino all'abside. Diversi mosaici sono presenti in questa galleria, in uno spazio tradizionalmente riservato all'imperatrice e la sua corte. I mosaici meglio conservati si trovano nella parte meridionale.
Al centro della galleria superiore si trova la Loggia dell'Imperatrice. Da qui l'imperatrice e la sua corte potevano seguire la cerimonia che si svolgeva in basso. Una pietra verde segna il punto in cui sorgeva il trono.
Verso sud della galleria superiore si trova anche la Porta di marmo. Fu utilizzata dai partecipanti a sinodi che entravano e uscivano dalla camera dell'incontro.

### Decorazioni
Originariamente, sotto il regno di Giustiniano, le decorazioni interne consistevano in disegni astratti su lastre di marmo poste sulle pareti e sulle volte con mosaici curvilinei. Di questi, si possono ancora vedere gli arcangeli Gabriele e Michele. Vi erano anche un paio di decorazioni figurative, come ci è stato riportato dall'elogio di Paolo Silenziario. I pennacchi della galleria sono realizzati con la tecnica dell'Opus sectile e mostrano schemi, immagini di fiori e uccelli. In fasi successive sono stati aggiunti dei mosaici figurativi, che vennero però distrutti durante la controversia iconoclasta (726-843). I mosaici tuttora presenti appartengono al periodo post-iconoclasta. Il numero di tesori, reliquie e icone crebbe progressivamente in ricchezza, permettendo la realizzazione di una sorprendente collezione, sino alla dispersione in seguito al saccheggio durante la quarta crociata.
Oltre ai mosaici, un gran numero di decorazioni figurative vennero aggiunte nel corso della seconda metà del IX secolo: un'immagine di Cristo nella cupola centrale, alcuni santi orientali, profeti e padri della Chiesa. Vi sono anche raffigurazioni di personaggi storici connessi con la basilica, come il patriarca Ignazio I e alcune scene tratte dal Vangelo. Basilio II fece rappresentare in mosaico su ciascuno dei quattro pennacchi un Hexapterygon (angelo con sei ali). Due di essi scomparvero e vennero riprodotti in affresco durante il restauro di Gaspare Fossati, che fece ricoprire il loro viso con un alone d'oro. Nel 2009 uno di loro è stato riportato allo stato originale.